# Allan Gray
Pour les articles homonymes, voir Gray.
Jósef Żmigród (ou Josef Zmigrod) est un compositeur  et chef d'orchestre polonais, né le 23 février 1902 à Tarnów (Pologne ; alors Autriche-Hongrie), mort le 10 septembre 1973 à Amersham (Buckinghamshire, Angleterre).
Connu sous le pseudonyme d’Allan Gray, il œuvre en particulier dans le domaine de la musique de film.

## Biographie
Après des études générales à l'université de Heidelberg (Allemagne), Jósef Żmigród s'installe dans les années 1920 à Berlin, où il apprend notamment le piano auprès de Rudolf Maria Breithaupt (de) et la composition avec Arnold Schönberg. Adoptant le pseudonyme d'Allan Gray, il compose des chansons de cabaret et des musiques de scènes, entre autres pour des revues produites par Max Reinhardt.
En 1931, sortent les deux premiers films pour lesquels il compose la musique, dont Émile et les Détectives de Gerhard Lamprecht, produit par la UFA (l'un des scénaristes est Emeric Pressburger). Suivent quelques autres films allemands (ou coproductions) jusqu'en 1933, année où l'avènement du nazisme lui fait quitter l'Allemagne.
De passage à Paris, on lui doit la musique du film français Mauvaise Graine de Billy Wilder et Alexander Esway (avec Pierre Mingand et Danielle Darrieux), sorti en 1934. Cette année-là, il rejoint l'Angleterre et s'établit à Londres dans un premier temps. Il commence à composer pour des films britanniques, le premier sorti en 1935 étant un remake d’Émile et les Détectives pré-cité.
Dans son pays d'adoption, il retrouve Emeric Presburger alors associé à Michael Powell et collabore avec le tandem Powell et Pressburger sur cinq films réalisés par eux, dont Colonel Blimp (1943) et Une question de vie ou de mort (1946).
Citons encore Sans lendemain de Max Ophüls (autre film français, 1940, avec Edwige Feuillère et Georges Rigaud), ainsi que L'Odyssée de l'African Queen de John Huston (coproduction américano-britannique, 1951, avec Humphrey Bogart et Katharine Hepburn). Son ultime film, sorti en 1955, est allemand (suivra encore un documentaire en 1959).
À la télévision, Allan Gray écrit la musique pour vingt-sept épisodes de la série britannique Douglas Fairbanks, Jr., Presents (en), diffusés en 1953 et 1954.
Au théâtre en Angleterre, outre sa contribution à des revues, on lui doit les musiques de scènes pour deux pièces de William Shakespeare, Beaucoup de bruit pour rien (1946, avec Robert Donat) et Peines d'amour perdues (1946-1947, avec Joss Ackland et Paul Scofield).
Il se retire à Amersham, où il meurt en 1973.

## Filmographie

### Au cinéma (sélection)
- 1931 : Sur le pavé de Berlin (Berlin-Alexanderplatz) de Phil Jutzi
- 1931 : Émile et les Détectives (Emil und die Detektive) de Gerhard Lamprecht
- 1932 : La Comtesse de Monte-Cristo (en) (Die Gräfin von Monte-Christo) de Karl Hartl
- 1932 : Mensch ohne Namem de Gustav Ucicky
- 1932 : Un homme sans nom de Gustav Ucicky et Roger Le Bon (version française de Mensch ohne Namen)
- 1932 : F.P.1 antwortet nicht de Karl Hartl
- 1932 : F.P.1 de Karl Hartl (version anglaise de F.P.1 antwortet nicht)
- 1933 : I.F.1 ne répond plus de Karl Hartl (version française de F.P.1. antwortet nicht)
- 1933 : Fin de saison (Brennendes Geheimnis) de Robert Siodmak
- 1933 : Hände aus dem Dunkel d'Erich Waschneck
- 1933 : La Ronde aux millions (Rund um eine Million) de Max Neufeld
- 1934 : Une fois dans la vie de Max de Vaucorbeil (version française de La Ronde aux millions)
- 1934 : Mauvaise Graine de Billy Wilder et Alexander Esway
- 1935 : Emil and the Detectives de Milton Rosmer
- 1936 : Le Secret de Stamboul (Secret of Stamboul) d'Andrew Marton
- 1936 : The Marriage of Corbal de Karl Grune
- 1936 : The First Offence de Herbert Mason
- 1937 : School for Husbands d'Andrew Marton
- 1938 : The Challenge (en) de Milton Rosmer et Luis Trenker
- 1940 : Sans lendemain de Max Ophüls
- 1943 : Colonel Blimp (The Life and Death of Colonel Blimp) de Michael Powell et Emeric Pressburger
- 1943 : P.H. contre Gestapo (The Silver Fleet) de Vernon Sewell et Gordon Wellesley
- 1944 : The Volunteer de Michael Powell et Emeric Pressburger (court métrage)
- 1944 : A Canterbury Tale de Michael Powell et Emeric Pressburger

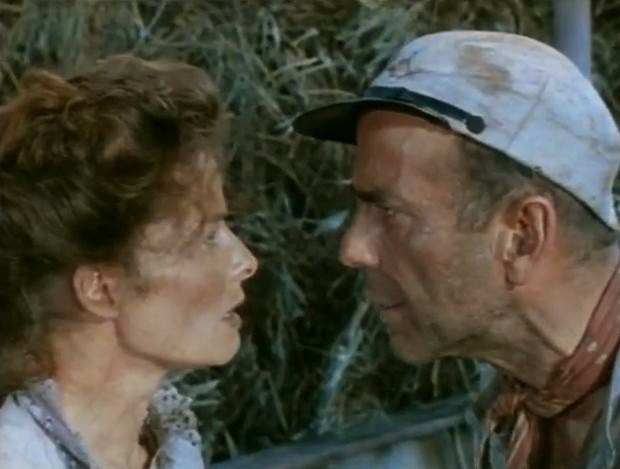
Scène de L'Odyssée de l'African Queen (1951) : Katharine Hepburn et Humphrey Bogart

- 1945 : Je sais où je vais (« I Know Where I'm Going! ») de Michael Powell et Emeric Pressburger
- 1946 : Latin Quarter de Vernon Sewell
- 1946 : This Man Is Mine de Marcel Varnel
- 1946 : Une question de vie ou de mort (A Matter of Life and Death) de Michael Powell et Emeric Pressburger
- 1948 : Mr. Perrin and Mr. Traill de Lawrence Huntington
- 1950 : Jennifer (No Place for Jennifer) d'Henry Cass
- 1950 : The Reluctant Widow de Bernard Knowles
- 1950 : La Femme sans nom (The Woman with No Name) de Ladislas Vajda
- 1951 : L'Odyssée de l'African Queen (The African Queen) de John Huston
- 1951 : The Late Edwina Black de Maurice Elvey
- 1952 : La Femme du planteur (The Planteur's Wife) de Ken Annakin
- 1954 : Dangerous Voyage de Vernon Sewell
- 1955 : Tant qu'il y aura des jolies filles d'Arthur Maria Rabenalt

### À la télévision (intégrale)
- 1953-1954 : Douglas Fairbanks, Jr., Presents, saisons 1 et 2 : 27 épisodes

## Musiques de scènes (sélection)
- 1946 : Beaucoup de bruit pour rien (Much Ado About Nothing) de William Shakespeare (à Londres)
- 1946-1947 : Peines d'amour perdues (Love's Labour's Lost) de William Shakespeare, mise en scène de Peter Brook (+ direction musicale) (à Stratford-upon-Avon)